# Tortula solomensis
Tortula solomensis är en bladmossart som beskrevs av Richard Henry Zander 1993. Tortula solomensis ingår i släktet tussmossor, och familjen Pottiaceae. Inga underarter finns listade i Catalogue of Life.